# Mistrzostwa Europy Juniorów w Saneczkarstwie 1955
1. Mistrzostwa Europy juniorów w saneczkarstwie 1955 odbyły się w 23 stycznia w Davos, w Szwajcarii. Rozegrane zostały tylko dwie konkurencje: jedynki kobiet i mężczyzn. W zawodach wzięli udział tylko reprezentanci Austrii i Szwajcarii.

## Terminarz
| Data             | Miejscowość | Konkurencja      | Złoto        | Srebro              | Brąz             |
| ---------------- | ----------- | ---------------- | ------------ | ------------------- | ---------------- |
| 23 stycznia 1955 | Davos       | Jedynki kobiet   | Lotti Vanoni | Sieglinde Profanter | Doris Kistler    |
| 23 stycznia 1955 | Davos       | Jedynki mężczyzn | Katejan Peer | Beat Haesler        | Willi Haslwanter |

## Wyniki

### Jedynki kobiet
- Data / Początek: Piątek 23 stycznia 1955

| Medal | Zawodniczka         | Narodowość |
| ----- | ------------------- | ---------- |
|       | Lotti Vanoni        | Szwajcaria |
|       | Sieglinde Profanter | Austria    |
|       | Doris Kistler       | Szwajcaria |
| 4.    | Ruth Kistler        | Szwajcaria |
| 5.    | Ursula Reusser      | Szwajcaria |

### Jedynki mężczyzn
- Data / Początek: Piątek 23 stycznia 1955

| Medal | Zawodnik          | Narodowość |
| ----- | ----------------- | ---------- |
|       | Katejan Peer      | Austria    |
|       | Beat Haesler      | Szwajcaria |
|       | Willi Haslwanter  | Austria    |
| 4.    | Josef Feistmantl  | Austria    |
| 5.    | August Gassner    | Austria    |
| 6.    | Wilhelm Schögl    | Austria    |
| 7.    | Ferdinand Stemmer | Austria    |
| 8.    | Eduard Pirkmann   | Austria    |
| 9.    | Hans Peter Bailer | Szwajcaria |
| 10.   | Josef Koppitsch   | Austria    |
| 11.   | Ruedi Trauffer    | Szwajcaria |
| 12.   | J Stillhallter    | Austria    |
| 13.   | Arthur Gmünder    | Szwajcaria |
| 14.   | Josef Blum        | Austria    |
| 15.   | Peter Cuonz       | Szwajcaria |
| 16.   | Fritz Böss        | Austria    |

## Klasyfikacja medalowa
| Miejsce | Państwo    |   |   |   | Razem |
| ------- | ---------- | - | - | - | ----- |
| 1.      | Austria    | 1 | 1 | 1 | 3     |
| 1.      | Szwajcaria | 1 | 1 | 1 | 3     |